# Anglo-Romani
Angloromani (engl. Angloromani, Anglo-Romani, Anglo-Romany, Eigenbezeichnungen Pogadi Chib, posh-ta-posh) ist eine Mischsprache, die sich durch die Verwendung von hauptsächlich englischen grammatischen Strukturen und Romani-Wortschatz auszeichnet. Gesprochen wird Angloromani von in Großbritannien und auch in den USA und Australien ansässigen Nachfahren der Romanichal.
Die Sprache Romani gelangte mit den Roma etwa im 16. Jahrhundert nach Großbritannien, wo sie bis ins späte 19. Jahrhundert gesprochen wurde (in Wales möglicherweise bis in die 1950er Jahre), aber schließlich durch Englisch als Alltagssprache ersetzt wurde. Was blieb, war jedoch eine Mischung aus Englisch und Romani, das Angloromani, das beispielsweise in Liedern, auf Familienfeiern oder im Handel noch eine Rolle spielt.
Ein Beispiel für Angloromani ist der Satz The mush was jalling down the drom with his gry (dt. ‚The man was walking down the road with his horse‘).

## Klassifikation
Im Angloromani wird im Wesentlichen die Grammatik des Englischen mit dem Wortschatz des Romani kombiniert. Diese Art der Mischsprache aus Romani-Wortschatz in Kombination mit der Grammatik einer anderen europäischen Sprache kommt auch in anderen Teilen Europas vor, wo sie von Romani-Gruppen gesprochen wird. Diese Art der Mischsprache wird in der Sprachwissenschaft auch als Para-Romani, Romani-Mischdialekt oder intertwined Romani bezeichnet. Als Mischsprache ist Angloromani damit einerseits mit dem Englischen verwandt, einer germanischen Sprache, andererseits mit dem Romani, das zum indoiranischen Zweig der indoeuropäischen Sprachfamilie zählt.
Es wurde auch vorgeschlagen, Angloromani als Kreolsprache zu klassifizieren, aber viele Linguisten argumentieren heute gegen eine solche Einordnung, weil aus ihrer Sicht sowohl die sozialen Umstände seiner Entstehung als auch der strukturelle Aufbau des Angloromani dagegen sprächen.
Neben dem Angloromani gibt es weitere Sprachen bzw. Dialekte auf den britischen Inseln, die von fahrenden Gruppierungen gesprochen werden, die jedoch nicht notwendigerweise mit dem Angloromani verwandt sind:
- Gammon oder Shelta der Pavee oder Irish Traveller
- Scots-basiertes Lowland Cant
- auf dem Schottisch-Gälischen beruhenden Highland Cant
- Welsh-Romani oder Kalo, eine Variante des Romani, das bis in die 1950er Jahre in Wales gesprochen wurde

## Geschichte
Die Ursprünge des Romani liegen wahrscheinlich in Zentralindien. Um 1200 sind die ersten Roma in Europa belegt. Die Romani-Dialekte in Europa haben sich damit seitdem unabhängig von anderen indischen Sprachen entwickelt. Romani wurde unter anderem in Wortschatz und Syntax besonders durch die Balkansprachen, insbesondere des Mittelgriechischen der byzantinischen Periode, beeinflusst.
Ab 1600 lebten in allen europäischen Ländern Roma, auch in Großbritannien. In Großbritannien entwickelten sich zunächst zwei Varianten des Romani, das Kalo in Wales und ein Romani-Dialekt in England. Ein erster Beleg dafür, dass Romani in Großbritannien gesprochen wurde, ist ein Text von Andrew Borde, der 1547 über einige Menschen schrieb, die er in einer Taverne getroffen habe und deren Sprache er als Egipt speche (dt. ‚ägyptische Sprache‘) beschrieb.
Ein erst im 20. Jahrhundert wiederentdecktes Dokument, die Winchester Confessions von 1615/1616, enthalten eine Wortliste der Sprache der englischen Romanichal. Das Dokument wird in der Folger Shakespeare Library aufbewahrt. Einige heutige Sprachwissenschaftler argumentieren auf der Basis dieses Dokuments, dass bereits um diese Zeit bei den englischen Romanichal das grammatische System des Romani durch das englische ersetzt wurde. So existierten ein ursprüngliches Romani und Angloromani in Großbritannien zunächst Seite an Seite.
Angloromani ist wahrscheinlich über die Jahrhunderte unter den Romanichals in Großbritannien verbreiteter geworden als das ursprüngliche Romani. Die ursprüngliche Dialektvariante des Romani starb in England im späten 19. Jahrhundert aus, in Wales hielt sich Romani eventuell noch länger bis ins 20. Jahrhundert. Angloromani, die Mischsprache aus Romani und Englisch, dagegen überlebte. Heute ist Englisch für Familien die Muttersprache, während Kinder in manchen Familien Angloromani nicht vor ihrem achten oder neunten Lebensjahr fließend sprechen. Angloromani ist aus Sicht der Sprachwissenschaft damit ein Ethnolekt der Romanichal-Community geworden. Das ursprüngliche Romani dagegen wurde nur noch in sehr konservativen Familien bis höchstens Mitte des 20. Jahrhunderts gesprochen und blieb in Liedern und Redensarten erhalten. Auch fahrende Leute in Großbritannien und in den USA ohne Roma-Hintergrund sind zu einem gewissen Maß in der Lage, Angloromani zu sprechen.

## Geografische Verbreitung
Angloromani wird von Roma in Großbritannien gesprochen. Die Anzahl der Sprecher ist für die Forschung schwer zu schätzen, weil Angaben zu Angloromani-Sprechern in den Volkszählungsdaten fehlen. Erschwert wird die Ermittlung der Anzahl der Sprecher auch dadurch, weil Roma aus Furcht vor Diskriminierung ihre Herkunft oft zu verschleiern versuchen. Schätzungen zur Zahl der Roma im Vereinigten Königreich rangieren von 30.000 bis 150.000, wovon etwa die Hälfte Angloromani-Sprecher sein dürften.
Auch außerhalb von Großbritannien wurde die Verwendung von Angloromani beobachtet und beschrieben, so wird Angloromani auch von Nachfahren der englischen Romanichals in den USA und Australien gesprochen.

## Phonetik und Phonologie
Konsonanten und Vokale des Angloromani ähneln den entsprechenden Lauten aus ländlichen englischen Dialekten, mit einigen Ausnahmen: Manche Sprecher des Angloromani verwenden den Konsonant /x/. Romani besaß eine phonemische Unterscheidung für /r/ – eines mit Zungenschlag und einen stimmhaften uvularen Frikativ. Diese sind im Angloromani durch ein einziges gerolltes [r] ersetzt worden, seltener auch durch ein alveolares [d]. Angloromani ist eher rhotisch, sogar in den Teilen Englands, in denen die regionalen Dialekte nicht-rhotisch sind.

## Grammatik
Die Grammatik des Angloromani folgt im Wesentlichen der des modernen Englisch: Während z. B. Romani zwei Wortstellungen zulässt, nämlich Subjekt-Verb-Objekt (SVO) und Verb-Subjekt-Objekt (VSO), lässt Angloromani ausschließlich die SVO-Wortstellung zu.
Ferner hat Angloromani die im Romani verwendete Flexion verloren: Während im Romani Genus, Numerus oder Kasus noch durch Suffixe an den Wortendungen markiert wird, ist dies im Angloromani nicht mehr der Fall. Im Romani beispielsweise wird -eskro (Maskulinum) bzw. -eskri (Femininum) als Genitivsuffix verwendet, z. B. thagareski chai (dt. ‚des Königs Tochter‘). Eine in der Literatur beobachteter verbliebener Rest der Flexion ist die Verwendung der ursprünglichen Genitiv-Suffixe aus dem Romani, um neue Wörter zu bilden, so z. B. muskro aus mui (dt. ‚Mund‘) und -eskro.
Wörter werden im Angloromani unter anderem auch durch Komposition gebildet, indem Romani-Wörter miteinander kombiniert werden, um neue Ausdrücke zu schaffen, die im traditionellen Romani nicht existieren. Beispielsweise ist ein ‘Restaurant’ ein habbinkerr, aus den Wörtern habbin (‚Nahrung‘) und kerr (‚Haus‘), also wortwörtlich ‚Nahrungshaus‘. Ein Bürgermeister ist ein gavmoosh, aus den Wörtern gav (‚Dorf, Stadt‘) und moosh (‚Mann‘), wörtlich ‚Stadt-Mann‘.

## Wortschatz
In der Literatur finden sich etwa 2000 bis 3000 dokumentierte Wörter aus dem Angloromani, aber der durchschnittliche Romanichal hat etwa einen Wortschatz von 300 Wörtern in Angloromani. Die meisten Wörter des Angloromani stammen (vermittelt über das Romani) aus indischen Sprachen, so etwa mush (dt. ‚Mann‘) oder pani (dt. ‚Wasser‘). Andere wenige Wörter sind Lehnwörter aus dem Persischen, Griechischen oder anderen asiatischen Sprachen und sind ebenfalls über das Romani in das Angloromani gelangt. Auch Lehnwörter aus Gammon oder Shelta, der Sprache der irischen Pavee, sind vereinzelt belegt, etwa lemmish (dt. ‚Zucker‘).
Einige Ausdrücke, die im modernen Englisch bereits archaisch sind oder die es nur noch in idiomatischen Ausdrücken gibt, überlebten im Angloromani, z. B. moniker (Deutsch: ‚Name, Spitzname‘) und swaddling (Deutsch: ‚Windeln, Windel-‘).
Angloromani-Wörter werden in Kombination mit englischer Grammatik und Aussprache verwendet, wie: The mush was jalling down the drom with his gry (Deutsch: ‚Der Mann ging mit seinem Pferd die Straße runter‘).
Einige Wörter wie pal (ursprünglich ‘Bruder’) sind auch vom Romani in den allgemeinen englischen Sprachgebrauch eingegangen. So enthält beispielsweise der Edinburgher Slang enthält auch eine Zahl aus dem Romani abgeleiteten Wörter.

## Verwendung
Angloromani funktioniert heute eher ein Register des Englischen als eine eigene Sprache, die von Geburt an erworben wird. Viele Romanichals lernen Angloromani erst in der späten Kindheit. Die Forschung vermutet vor allem folgende Szenarios, in denen Angloromani zum Einsatz kommt:
- Handel: Angloromani wird von seinen Sprechern verwendet, um beim Handel sich auszutauschen, ohne dass der Gelegenheitskunde sie versteht.
- Identifizierung: Romanichals streuen gelegentlich Angloromani-Wörter in ihre Unterhaltung ein, um herauszufinden, ob ein Fremder ihnen gegenüber freundlich eingestellt oder sogar selbst ein Romanichal ist. Da Roma in vielen Kontexten immer noch eine Stigmatisierung fürchten müssen, ist die gelegentliche Verwendung von Angloromani eine Methode, um sich als Romanichal nur für Eingeweihte zu erkennen zu geben.
- Ausdruck von Gefühl: Angloromani kommt auf emotional beladenen Gelegenheiten wie Begräbnisfeiern oder Hochzeiten eher zum Einsatz.
- Musik: Es gibt noch eine Reihe von überlieferten Liedern auf Angloromani; Romanichals, die sonst kein Angloromani mehr sprechen, beherrschen solche Lieder noch.

## Forschung
Wissenschaftliches Interesse an Romani begann in Europa im späten 18. Jahrhundert. In den 1870ern erschienen schließlich mehrere Bücher über das Sprache der englischen Romanichals, die auch auf das Angloromani eingehen:  Romano lavo-lil. Word-Book of the Romany; or, English Gypsy Language von Borrow (1874) und The English Gypsies and their Language (1874) von Charles Godfrey Leland, wobei Leland aus heutiger Sicht als umstritten angesehen wird und Borrow und Leland auch einiges an fantasievollem sprachlichen Material enthielt. Die Publikation The Dialect of the English Gypsies von Smart and Crofton (1875) ist wohl die umfassendste Beschreibung des ursprünglichen, flektierten Romani in England. 1888 wurde die Gypsy Lore Society gegründet, die auch Wortlisten, Sätze und Texte des Angloromani sammelte und in ihrer Zeitschrift veröffentlichte.
Seit den 1970er Jahren wird in der Sprachwissenschaft die Herkunft des Angloromani diskutiert. Der Linguist Ian Hancock argumentiert beispielsweise, dass Angloromani eine bewusste Schöpfung von englischsprechenden und Romani-sprechenden fahrenden Gruppierungen in Großbritannien gewesen sei. Angloromani sei als Kontaktsprache entstanden, um die Kommunikation zwischen diesen Gruppen zu gewährleisten. Andere Linguisten wie Donald Kenrick glauben, das Angloromani sich aus dem Romani nach und nach entwickelte, als die Flexion des indoarischen Romani verschwand und durch das englische grammatische System ersetzt wurde. Ein weiterer, ähnlicher Vorschlag lautet, dass Angloromani und andere europäische Mischsprachen auf der Basis des Romani entstanden, weil Angehörige der jüngeren Generation nicht mehr das komplette grammatische System des Romani beherrschten und stattdessen den Wortschatz, den sie von ihren Eltern oder Großeltern noch gelernt haben, in das grammatische System des Englischen bzw. anderer europäischer Sprachen einfügten.
In dem Zusammenhang wird auch die Klassifikation des Angloromani diskutiert, so etwa, ob sie als eine Kreolsprache zu sehen sei oder nicht. Diese Überlegung kam bereits in den ersten Beschreibungen des Angloromani im 19. Jahrhundert auf und ist auch heute noch Teil der sprachwissenschaftlichen Debatte.
Noch Teil der Forschung ist auch, in welchen Zusammenhängen Angloromani verwendet wird und welche Funktion es hat. Diskutiert wird hier unter anderem, ob Angloromani als Geheimsprache unter den Sprechenden diente oder nicht. Dabei wird argumentiert, dass eine Unterscheidung zwischen Para-Romani wie dem Angloromani auf der einen Seite zu machen sei und Geheimsprachen wie Gaunersprachen auf der anderen.
Neben der Erforschung der Herkunft und der Klassifikation des Angloromani gibt es Bemühungen, die Sprache umfassend zu dokumentieren. Das Anglo-Romani Project, eine Initiative der Romani-Gemeinschaft von Blackburn und des Lancashire Traveller Education Service, ist im Besitz von Tonaufzeichnungen des Angloromani und weiterer Sprachbelege. Ziel des Projektes ist es, den Wortschatz des Angloromani und dessen Dialektvariation zu bewahren.

### Historische Beschreibungen
- B.C. Smart, H.T. Crofton: The Dialect of the English Gypsies. Asher & Co, London 1875.
- Charles G. Leland: The English Gipsies and Their Language. Trubner, London 1874.

### Moderne sprachwissenschaftliche Forschung
- Thomas Acton, Gerwyn Davis: Educational Policy and Language Use Among English Romanies and Irish Travellers (Tinkers) in England and Wales. In: International Journal of the Sociology of Language Band 19–22, 1979, S. 91–110.
- Peter Bakker, Donald Kenrick: Angloromani. In: David Britain (Hrsg.): Language in the British Isles. Cambridge University Press, Cambridge 2007, S. 368–374.
- Ian Hancock: The Social and Linguistic Development of Angloromani. In: Thomas A. Acton, Donald Kenrick (Hrsg.): Romani Rokkeripen To-divvus: The English Romani Dialect and its Contemporary Social, Educational and Linguistic Standing. Romanestan Publications, London 1984, S. 89–122. (Online-Version im Web Archive)
- Yaron Matras: Romani: A Linguistic Introduction. Cambridge University Press, Cambridge 2002, insbesondere S. 242–249.